# Joey (film 1985)
Joey (distribuito in italiano nell'home video come Joey - Una storia meravigliosa) è un film del 1985 diretto da Roland Emmerich, scritto da quest'ultimo insieme a Thomas Lechner e Hans J. Haller.

## Trama
Joey Collins subisce la perdita del padre e così lui e la madre Laura devono ricominciare una vita contando sulle forze di entrambi.
Un giorno però Joey riceve una telefonata da un telefono giocattolo: è suo padre che lo chiama dall'Aldilà. Il piccolo Joey è sicuro così che suo padre sia sempre vicino a lui e lo protegga. Laura, che lo ha visto, è convinta che il ragazzino stia semplicemente esorcizzando la perdita del genitore tramite un gioco innocente. Quello che però lei non sa è che Joey è un ragazzo speciale, dotato del potere della telecinesi. Potere che Joey dapprima cerca di imparare, ma poi inizia a sfuggirgli di mano, complice anche un potente demone che ha infestato un burattino da ventriloquo e che vuole Joey per conquistare il mondo aiutato da altri demoni.